# Стабело (Бергамо)
Стабело је насеље у Италији у округу Бергамо, региону Ломбардија.
Према процени из 2011. у насељу је живело 457 становника. Насеље се налази на надморској висини од 377 м.